# Steffen Søberg
Steffen Kent Søberg (* 6. August 1993 in Oslo) ist ein norwegischer Eishockeytorwart, der auch die US-amerikanische Staatsbürgerschaft besitzt. Er steht seit 2012 beim Vålerenga IF in der norwegischen GET-ligaen unter Vertrag. Sein Bruder Markus Søberg ist ebenfalls ein professioneller Eishockeyspieler.

## Karriere
Søberg begann seine Karriere in der Jugendabteilung von Manglerud Star und durchlief zahlreiche Altersstufen des Vereins, bevor er in der Saison 2009/10 im Alter von 16 Jahren sein Debüt in der zweitklassigen 1. divisjon gab, wo er 17 Spiele mit der zweiten Mannschaft des Vereins bestritt. Am Ende der Saison wurde er in die erste Mannschaft berufen und absolvierte drei Spiele in der regulären Saison sowie vier Play-off-Partien. In der folgenden Saison konnte er sich einen Platz im Kader der ersten Mannschaft erspielen und kam auf 27 Einsätze in der GET-ligaen.
Im NHL Entry Draft 2011 wurde Søberg in der vierten Runde an 117. Position von den Washington Capitals ausgewählt und war damit der erste norwegische Torwart, der je von einer Mannschaft aus der National Hockey League gedraftet wurde. Anschließend wählten ihn auch die Swift Current Broncos aus der Western Hockey League an sechster Gesamtposition im CHL Import Draft aus. Nachdem er drei Wochen im Trainingscamp mit der Mannschaft verbracht hatte, kehrte er aus persönlichen Gründen nach Norwegen zurück und spielte eine weitere Saison für Manglerud Star.
Vor der Saison 2012/13 unterzeichnete der 18-Jährige einen Vertrag über vier Jahre mit dem Vålerenga IF und wurde neuer Stammtorwart des Vereins aus Oslo. Er bestritt in der regulären Saison daraufhin 42 Einsätze und führte die Mannschaft anschließend bis ins Finale der Play-offs, wo sie allerdings den Stavanger Oilers unterlag. Søberg wurde am Ende der Saison ins All-Star Team der GET-ligaen berufen.

### International
Steffen Søberg stand erstmals bei der U18-Junioren-Weltmeisterschaft der Division I im Jahr 2010 im Kader der norwegischen Mannschaft, blieb im Turnierverlauf allerdings ohne Einsatz. Bei der U18-Junioren-Weltmeisterschaft 2011 bestritt er sechs Spiele und konnte die zweithöchste Fangquote des Turniers erreichen. Im selben Jahr nahm er auch an der U20-Junioren-Weltmeisterschaft teil.
Bei der U20-Junioren-Weltmeisterschaft 2013 in der zweitklassigen Division 1A führte Søberg die norwegische Mannschaft mit Turnierbestleistungen bei Gegentorschnitt und Fangquote zum Aufstieg in die Top-Division und wurde zum besten Spieler der norwegischen Auswahl ernannt. Daraufhin erhielt er zur Weltmeisterschaft 2013 seine erste Berufung in die Herren-Nationalmannschaft, blieb als dritter Torwart aber ohne Einsatz.

## Erfolge und Auszeichnungen
- 2013 GET-ligaen All-Star Team

### International
- 2010 Aufstieg in die Top-Division bei der U18-Junioren-Weltmeisterschaft der Division I
- 2013 Aufstieg in die Top-Division bei der U20-Junioren-Weltmeisterschaft der Division I, Gruppe A
- 2013 Niedrigster Gegentorschnitt der U20-Junioren-Weltmeisterschaft der Division I, Gruppe A
- 2013 Beste Fangquote der U20-Junioren-Weltmeisterschaft der Division I, Gruppe A